# Fine Line (canção de Paul McCartney)
"Fine Line" é uma canção do cantor e compositor britânico Paul McCartney, lançada em agosto de 2005, e parte do álbum Chaos and Creation in the Backyard, distribuído no mesmo ano.
A canção, lançada como o primeiro single do projeto, alcançou a vigésima posição nas paradas de singles no Reino Unido, embora tenha encabeçado as paradas do Japão. Acompanhou duas faixas inéditas não inclusas no álbum: "Comfort of Love" e "Growing Up Falling Down".

## Faixas
7" R6673
1. "Fine Line" – 3:05
2. "Growing Up Falling Down" – 3:27

CD CDR6673
1. "Fine Line" – 3:05
2. "Comfort of Love" – 3:08

CD
1. "Fine Line" – 3:06
2. "Comfort of Love" – 3:09
3. "Growing Up Falling Down" – 3:27